# Palazzolo Vercellese
Palazzolo Vercellese (Palasseu in Piedmontese) là một đô thị ở tỉnh Vercelli trong vùng Piedmont thuộc Ý, có cự ly khoảng 45 km về phía đông bắc của Torino và khoảng 20 km về phía tây nam của Vercelli. Tại thời điểm ngày 31 tháng 12 năm 2004, đô thị này có dân số 1.348 người và diện tích là 13,9 km².
Palazzolo Vercellese giáp các đô thị: Camino, Fontanetto Po, Gabiano, và Trino.